# مركز بيال

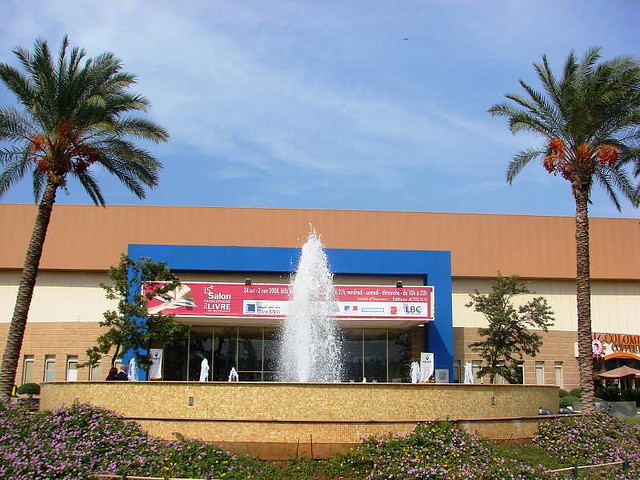

مركز بيال هو مجمع مرافق للمعارض والمؤتمرات يسمى «مركز بيروت للمعارض والترفيه» ويعرف بـ«بيال» نسبة إلى اسمه باللغة الإنكليزية (Beirut International Exhibition & Leisure Center). وهو مجمع يشمل مرافق متعددة يقع في وسط العاصمة اللبنانية بيروت. يعد من أضخم المرافق اللبنانية. ويتضمن قاعات للمعارض والمؤتمرات والحفلات والنشاطات الخاصة. أفتتح في 28 نوفمبر / تشرين الثاني 2001.

## أبرز نشاطاته
- 24 فبراير 2004: أحيت المطربة الأميركية ماريا كاري حفلة عنائية.
- 5 نوفمبر 2005: أحيا المغني العالمي فيل كولنز حفلات خيرية لدعم تكاليف شفاء الأطفال المصابين بالسرطان.
- 10 يونيو 2006: أحيا مغنيي الراب 50 سنت و G-Unit أولى حفلاتهم في العالم العربي في مركز بيال. وكانت أضخم حفل غنائي أقيم في لبنان.
- 12 أبريل 2008، أقام دايفيد غويتا أول حفلاته في بيروت.

بالإضافة إلى العديد من المؤتمرات والتجمعات السياسية.

## راجع أيضا
- وسط بيروت
- ليالي بيروت
- بيروت
- مركز فرا للتصميم